# 湛方生
湛方生（？年—？年），東晉詩人，曾任衛軍諮議參軍，有集十卷。

## 文學作品
湛方生作有《惜春賦》、《靈秀山銘》、《天晴詩》、《風賦》、《懷歸謠》、《秋夜詩》等作品，逯欽立《先秦漢魏晉南北朝詩》輯湛方生的詩九首、《全上古三代秦漢三國六朝文》收錄作品共十八篇。
枚乘始作《七發》，后來沿襲《七發》而寫的作品很多，湛方生的《七歡》也是其中之一。
湛方生在《上貞女解》推薦龍憐事跡堪登史冊一文，不僅被初唐史官採入國史，《藝文類聚》亦有收載，而讓今人可以覆按龍憐故事的史料來源。

## 相關評論
- 徐堅：《白虎通》：太平之時，時雨時霽，不以恆暘，而以時暘，天地之氣宣也。後漢應瑒、魏文帝、繆襲，晉傅玄、陸雲，並有《喜霽賦》；晉湛方生有《天晴詩》，嵇含有《悅晴詩》；近代詞人，作者甚衆，以苦陰霖而喜悅晴霽也。[6]
- 徐公持：湛方生堪稱文學史上一位奇人。奇在他留存詩文不少，而生平事蹟竟緲焉無聞，《晉書》等諸史籍皆不載其名。今存有關線索極少。[12]
- 李劍鋒：湛方生詩文中的重要情思和主要思想傾向都與陶淵明接近相通，這可以佐證陶淵明詩文的出現並不是一個孤立的現象，而是一代庶族文學的遺留。湛方生與陶淵明同屬於江州庶族士人文學圈，這對於理解陶淵明具有重要的意義。[13]
- 劉敬圻：陶淵明之出現並非偶然，徐公持發現湛方生為東晉文學事實上的結束者。[14]

## 相關考證
擔任山東大學文學與新聞傳播學院副院長的李劍鋒根據湛方生的《上貞女解》，推斷湛方生可能做過西道縣（《晉書·地理志下》記載交州新昌郡有西道縣）縣令一類。
佛教傳入中國後，有信道而不信佛者如桓玄，也有佛道兼奉者如孫綽。當時大多數人根本分不清佛道之間的具體差別。湛方生甚至在《廬山神仙詩》裡有聲有色地描繪了一個沙門大白天揮著錫杖、凌崖直上等句。

## 外部連結
- 《全晉文·湛方生》